# Oberried am Brienzersee
Oberried am Brienzersee est une commune suisse du canton de Berne, située dans l'arrondissement administratif d'Interlaken-Oberhasli.

Photo aérienne (1956)

## Tourisme
Le château d'Oberried, construit en 1736 par Victor von Fisher, un des petits-fils de Beat Fisher, fondateur de la Poste Suisse. L’actuelle maison principale et les jardins furent mis en travail par Gottlieb, le fils de Victor.